# РБК-500
РБК-500 (рос. Разовая бомбовая кассета — укр. разова бомбова касета) — створена в Радянському Союзі касетна авіабомба. Може бути використана з літаків та вертольотів. Призначення для ураження цілей на площинах.

## Огляд
Назва бомби складається з типу бомби (РБК), її калібру в кілограмах (500) та/або конструктивної особливості бомби (БЕТАБ-М, ОФАБ-50УД, ПТАБ-1М тощо). Так «РБК-500 ПТАБ-1М», розшифровується як: разова бомбова касета з масою 500 кг споряджена суббоєприпасами ПТАБ-1М (Протитанкова авіаційна бомба — 1М) або «РБК-500У ОФАБ-50УД», розшифровується як: разова бомбова касета уніфікована з масою 500 кг споряджена 50-кг осколково-фугасними бойовими суббоєприпасами[джерело?].
Росія також повідомляла про створення касетної крилатої авіабомби ПБК-500У з комбінованою інерційно-супутниковою системою навігації. У варіанті спорядження касетними бойовими елементами СПБЭ-К вона начебто здатна долати відстань до 50 км до цілі при скиданні з висоти 10 км.
Авіабомба РБК-500 була розроблена наприкінці 1960-х років науково-виробничим об'єднанням «Базальт» у Москві. Покращена версія РБК-500У була створена наприкінці 1980-х років. Вперше представлена широкому загалу в 1993 році.

## Бойове застосування
Касетні авіабомби РБК-500 були вперше застосовані під час радянської окупації Афганістану. Надалі вони були застосовані вже російською федерацією під час Першої та другої російсько-чеченської війни. Також вони були застосовані під час війни у Перській затоці, Югославських війнах, громадянських війнах у Шри-Ланці, Лівії, Сирії, у військових конфліктах на Африканському континенті та під час російського вторгнення в Україну.

### Російсько-українська війна

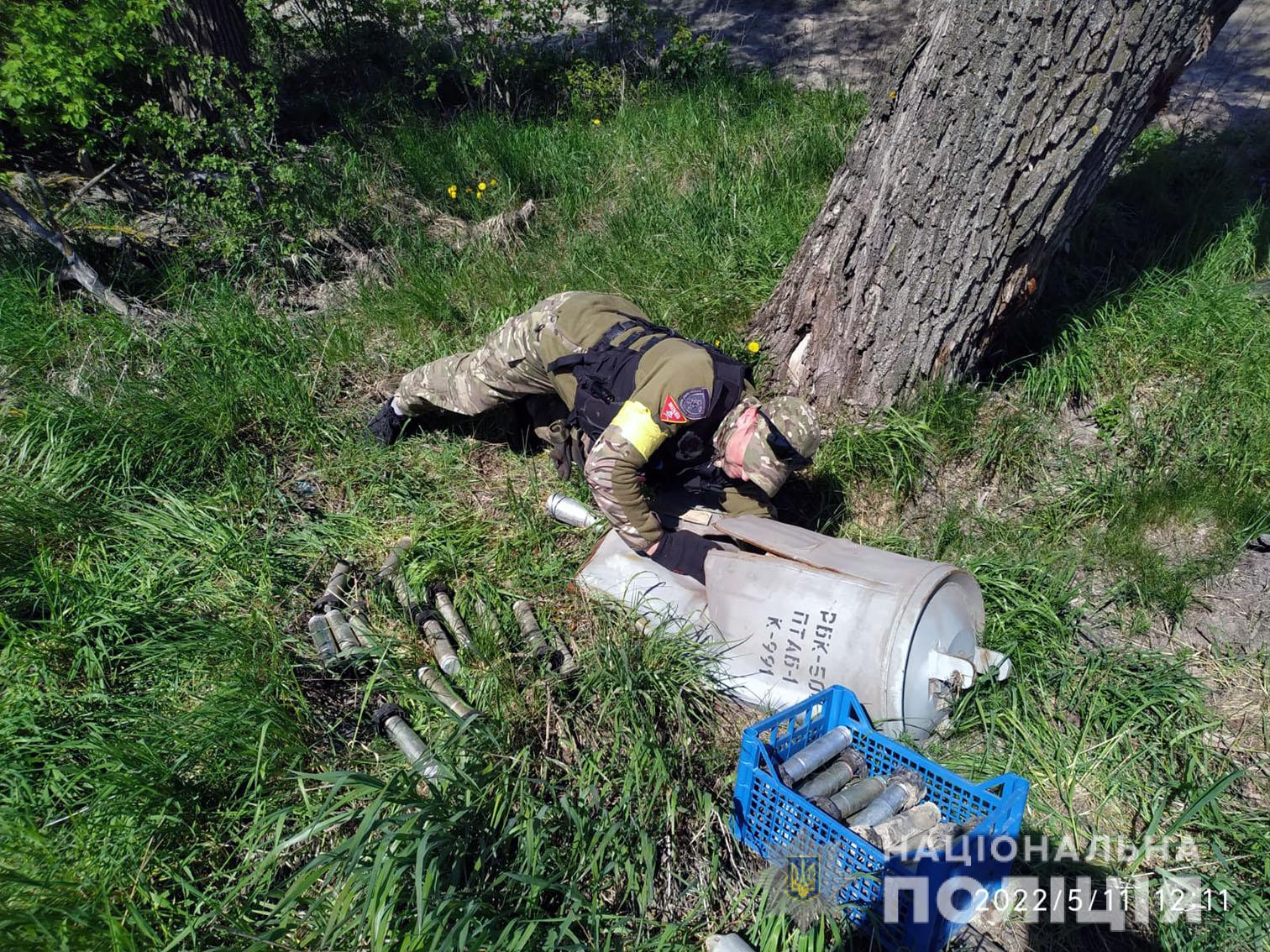
Український вибухотехнік знешкоджує залишки російської РБК-500 ПТАБ-1 виявлені на території Городянської громади (Чернігівська область), травень 2022 року

3 березня 2022 року відбулись російські авіаудари в районі села Біленьке та курортного селища Затока Одеської області. 4 березня Головне управління ДСНС України в Одеській області опублікувало відео, на якому видно залишки разової бомбової касети сімейства РБК-500 і протитанкові суббоєприпаси ПТАБ-1М, що не розірвалися.
11 травня 2022 року у полі на Городнянщині Чернігівської області співробітники вибухотехнічної служби поліції виявили касетні елементи РБК-500 ПТАБ-1М.
30 серпня 2023 року проросійський телеграм канал «Рыбарь» повідомив, що літаки Су-24 і МіГ-29 морської авіації Чорноморського флоту завдали удару чотирма касетними бомбами РБК-500 у 60 км на захід від Оленівки Автономної Республіки Крим.
19 листопада 2023 року російські війська завдали авіаудару касетною бомбою РБК-500, модифікованою під планерну бомбу, по українських позиціях в районі Старомайорського Донецької області. Аналітики ISW, з посиланням на російських військових блогерів вказує, що цей удар є першим російським ударом по Україні із застосуванням цієї зброї з модифікацією планерної бомби.